# Segunda División de México 1963-64
La Temporada 1963-64 de la Segunda División de México fue el décimo cuarto torneo de la historia de la segunda categoría del fútbol mexicano. Se disputó entre los meses de junio de 1963 y febrero de 1964. Contó con 16 equipos. El Cruz Azul fue el campeón de la categoría ganando así su ascenso a la Primera División, acompañado de los Tiburones Rojos de Veracruz que ganarían una promoción por el aumento a 16 equipos del máximo circuito.
Respecto a los participantes la única novedad de ingreso fue el retorno del Tampico procedente de la primera categoría, por su parte el Cataluña pasó a denominarse Club de Fútbol Torreón manteniendo la misma sede.
Este mismo equipo aún sigue jugando en la ciudad de Tamaulipas.

## Cambios
- Zacatepec ascendió a Primera División.
- Tampico descendió desde el máximo circuito.
- El equipo Cataluña fue renombrado como Club de Fútbol Torreón.

## Formato de competencia
Los dieciséis equipos compiten en un grupo único, todos contra todos a visita recíproca. Se coronaria campeón el equipo con la mayor cantidad de puntos y así conseguir el ascenso; si al final de la campaña existiera empate entre dos equipos en la cima de la clasificación, se disputaría un duelo de desempate para definir al campeón, esto claro sin considerar de por medio ningún criterio de desempate.

## Equipos participantes

### Equipos por Entidad Federativa
| Entidad Federativa | N.º | Equipos                              |
| ------------------ | --- | ------------------------------------ |
| Tamaulipas         | 3   | Refinería Madero, Tampico y Victoria |
| Veracruz           | 3   | Orizaba, Poza Rica y Veracruz        |
| Coahuila           | 2   | Laguna y Torreón                     |
| Hidalgo            | 2   | Cruz Azul y Pachuca                  |
| Michoacán          | 2   | La Piedad y Zamora                   |
| Estado de México   | 1   | Texcoco                              |
| Guanajuato         | 1   | Celaya                               |
| Nayarit            | 1   | Tepic                                |
| Nuevo León         | 1   | Nuevo León                           |

### Información sobre los equipos participantes
| Equipo           | Ciudad                      | Estadio                      |
| ---------------- | --------------------------- | ---------------------------- |
| Celaya           | Celaya, Guanajuato          | Miguel Alemán Valdés         |
| Cruz Azul        | Jasso, Hidalgo              | 10 de Diciembre              |
| La Piedad        | La Piedad, Michoacán        | Juan N. López                |
| Laguna           | Torreón, Coahuila           | San Isidro                   |
| Nuevo León       | Monterrey, Nuevo León       | Tecnológico                  |
| Orizaba          | Orizaba, Veracruz           | Moctezuma                    |
| Pachuca          | Pachuca, Hidalgo            | Revolución Mexicana          |
| Poza Rica        | Poza Rica, Veracruz         | Parque Jaime J. Merino       |
| Refinería Madero | Ciudad Madero, Tamaulipas   | Tampico                      |
| Tampico          | Tampico, Tamaulipas         | Tampico                      |
| Tepic            | Tepic, Nayarit              | Nicolás Álvarez Ortega       |
| Texcoco          | Texcoco, Estado de México   | Municipal de Texcoco         |
| Torreón          | Torreón, Coahuila           | Revolución                   |
| Veracruz         | Veracruz, Veracruz          | Parque Deportivo Veracruzano |
| Victoria         | Ciudad Victoria, Tamaulipas | Marte R. Gómez               |
| Zamora           | Zamora, Michoacán           | Moctezuma                    |

## Clasificación
| Pos. | Equipo           | Pts. | PJ | G  | E | P  | GF | GC  | Dif. | Clasificación                           |
| ---- | ---------------- | ---- | -- | -- | - | -- | -- | --- | ---- | --------------------------------------- |
| 1    | Cruz Azul (C)    | 45   | 30 | 19 | 7 | 4  | 67 | 33  | +34  | Ascenso a Primera División              |
| 2    | Poza Rica        | 44   | 30 | 18 | 8 | 4  | 89 | 35  | +54  | Promoción de ascenso a Primera División |
| 3    | Refinería Madero | 42   | 30 | 18 | 6 | 6  | 68 | 29  | +39  | Promoción de ascenso a Primera División |
| 4    | Veracruz         | 38   | 30 | 15 | 8 | 7  | 57 | 36  | +21  | Promoción de ascenso a Primera División |
| 5    | Pachuca          | 37   | 30 | 15 | 7 | 8  | 60 | 43  | +17  |                                         |
| 6    | Tampico          | 33   | 30 | 12 | 9 | 9  | 56 | 38  | +18  |                                         |
| 7    | Jabatos          | 33   | 30 | 14 | 5 | 11 | 64 | 55  | +9   |                                         |
| 8    | Laguna           | 30   | 30 | 12 | 6 | 12 | 71 | 62  | +9   |                                         |
| 9    | Ciudad Victoria  | 28   | 30 | 11 | 6 | 13 | 49 | 60  | −11  |                                         |
| 10   | Orizaba          | 27   | 30 | 11 | 5 | 14 | 55 | 55  | 0    |                                         |
| 11   | Torreón          | 23   | 30 | 8  | 7 | 15 | 44 | 62  | −18  |                                         |
| 12   | Texcoco          | 23   | 30 | 8  | 7 | 15 | 45 | 65  | −20  |                                         |
| 13   | Tepic            | 22   | 30 | 9  | 4 | 17 | 52 | 66  | −14  |                                         |
| 14   | Celaya           | 21   | 30 | 7  | 7 | 16 | 38 | 70  | −32  |                                         |
| 15   | La Piedad        | 18   | 30 | 7  | 4 | 19 | 51 | 102 | −51  |                                         |
| 16   | Zamora           | 16   | 30 | 6  | 4 | 20 | 37 | 92  | −55  |                                         |

 Fuente: RSSSF
Criterios de clasificación: Puntos · Diferencia de goles · Goles a favor · Play-off
|                                |
| Cruz Azul Campeón 1.er título. |

## Resultados
| Local \ Visitante | CEL | CAZ | LPD  | LAG | NL  | ORI | PAC | PZR | RMA | TAM | TEP | TEX | TOR | VER | VIC | ZAM |
| ----------------- | --- | --- | ---- | --- | --- | --- | --- | --- | --- | --- | --- | --- | --- | --- | --- | --- |
| Celaya            | —   | 1–3 | 1–0  | 1–1 | 1–2 | 1–0 | 3–1 | 1–2 | 0–2 | 1–1 | 0–0 | 2–2 | 5–3 | 1–1 | 4–1 | 4–1 |
| Cruz Azul         | 5–0 | —   | 8–3  | 2–2 | 3–0 | 3–2 | 0–0 | 2–2 | 3–2 | 2–1 | 1–2 | 2–2 | 1–1 | 1–0 | 2–0 | 7–1 |
| La Piedad         | 2–1 | 0–2 | —    | 5–3 | 1–2 | 4–3 | 1–0 | 2–6 | 1–3 | 3–5 | 2–1 | 1–1 | 2–0 | 1–1 | 0–3 | 3–3 |
| Laguna            | 5–2 | 0–3 | 6–2  | —   | 1–1 | 4–2 | 4–1 | 3–2 | 1–1 | 1–2 | 4–1 | 4–0 | 3–3 | 2–3 | 5–1 | 4–0 |
| Nuevo León        | 1–1 | 0–1 | 6–0  | 3–1 | —   | 3–2 | 1–0 | 1–1 | 3–2 | 2–1 | 1–4 | 0–1 | 6–2 | 3–0 | 1–1 | 7–1 |
| Orizaba           | 2–0 | 1–2 | 6–3  | 3–2 | 3–1 | —   | 2–4 | 2–1 | 1–1 | 2–1 | 4–1 | 1–1 | 0–2 | 1–2 | 3–1 | 1–1 |
| Pachuca           | 6–1 | 3–1 | 7–2  | 4–2 | 5–3 | 3–2 | —   | 1–1 | 0–2 | 2–1 | 4–3 | 3–1 | 1–1 | 4–2 | 3–1 | 2–0 |
| Poza Rica         | 7–0 | 0–0 | 7–2  | 6–1 | 7–2 | 2–4 | 1–0 | —   | 2–2 | 3–0 | 3–0 | 5–2 | 5–0 | 0–4 | 5–1 | 6–0 |
| Refinería Madero  | 4–0 | 0–0 | 2–1  | 3–2 | 4–2 | 3–0 | 3–0 | 0–3 | —   | 0–0 | 9–1 | 2–0 | 4–0 | 1–0 | 0–1 | 6–0 |
| Tampico           | 4–0 | 3–1 | 10–0 | 3–0 | 2–1 | 0–0 | 0–0 | 1–1 | 1–1 | —   | 3–1 | 2–4 | 3–1 | 0–0 | 3–1 | 2–3 |
| Tepic             | 3–0 | 1–2 | 2–2  | 2–3 | 2–3 | 3–1 | 1–1 | 0–1 | 2–3 | 3–1 | —   | 3–2 | 3–0 | 0–3 | 0–1 | 5–2 |
| Texcoco           | 1–1 | 1–5 | 3–2  | 0–2 | 2–3 | 2–1 | 0–1 | 1–3 | 0–4 | 1–1 | 2–1 | —   | 3–3 | 0–2 | 2–0 | 3–0 |
| Torreón           | 1–2 | 1–2 | 3–0  | 1–0 | 1–0 | 1–0 | 0–1 | 1–4 | 2–0 | 1–2 | 1–1 | 0–2 | —   | 4–0 | 2–3 | 3–1 |
| Veracruz          | 3–2 | 3–0 | 1–2  | 2–1 | 2–2 | 1–1 | 0–0 | 1–1 | 2–0 | 0–0 | 4–1 | 5–2 | 4–2 | —   | 1–0 | 6–1 |
| Victoria          | 4–1 | 0–1 | 4–3  | 2–2 | 3–1 | 1–2 | 3–3 | 1–1 | 1–2 | 2–0 | 2–1 | 3–2 | 1–1 | 1–4 | —   | 2–1 |
| Zamora            | 2–1 | 1–2 | 2–1  | 1–2 | 0–3 | 1–3 | 1–0 | 0–1 | 0–2 | 1–3 | 1–4 | 3–2 | 3–3 | 2–0 | 4–4 | —   |

## Promoción de ascenso
Con motivo del aumento de equipos en la Primera División la Federación Mexicana de Fútbol organizó una promoción entre el último clasificado de la máxima categoría, en este caso el Nacional de Guadalajara, junto con los equipos que terminaron en los lugares segundo, tercero y cuarto de la Segunda División, que en este caso fueron Poza Rica, el conjunto de Refinería Madero que cambió su nombre a Ciudad Madero y los Tiburones Rojos de Veracruz desarrollándose de la siguiente manera.
| Pos. | Equipo           | Pts. | PJ | G | E | P | GF | GC | Dif. |                                             |
| ---- | ---------------- | ---- | -- | - | - | - | -- | -- | ---- | ------------------------------------------- |
| 1    | Nacional (A)     | 4    | 3  | 1 | 2 | 0 | 4  | 3  | +1   | Asciende o permanece en la Primera División |
| 2    | Veracruz (A)     | 3    | 3  | 1 | 1 | 1 | 4  | 4  | 0    | Asciende o permanece en la Primera División |
| 3    | Refinería Madero | 3    | 3  | 1 | 1 | 1 | 3  | 7  | −4   |                                             |
| 4    | Poza Rica        | 2    | 3  | 1 | 0 | 2 | 9  | 6  | +3   |                                             |

 Fuente: RSSSF
| Local            | Marcador | Visitante        |
| ---------------- | -------- | ---------------- |
| Nacional         | 1-1      | Refinería Madero |
| Veracruz         | 3-2      | Poza Rica        |
| Poza Rica        | 6-1      | Refinería Madero |
| Nacional         | 1-1      | Veracruz         |
| Refinería Madero | 1-0      | Veracruz         |
| Nacional         | 2-1      | Poza Rica        |

### Partido de Desempate
Debido al empate a puntos entre los equipos de Veracruz y Ciudad Madero fue necesario jugar un partido de desempate en el Estadio Olímpico Universitario.
| 7 de febrero                         | Refinería Madero | 0 - 0 (4-5 p.) | Veracruz | Olímpico Universitario, México, D.F. |  |
| Veracruz asciende a Primera División |                  |                |          |                                      |  |

|}